# Blanca Vidal
Blanca Vidal Cano (Bilbao, España; 4 de marzo de 1885 -  Buenos Aires, Argentina; 8 de septiembre de 1962) fue una actriz española de los primeros años del siglo XX que incursionó en el teatro y cine argentino.

## Biografía
Vidal fue una actriz nacida en España, desde muy chica viajó al extranjero donde realizó importante funciones en países como Uruguay, Chile y Argentina.
Debutó en el Teatro Cibils, de Montevideo, en el año 1901, con la obra Las tentaciones de San Antonio. Fue una estrella muy aclamada por el público por su buena dicción y calidad interpretativa.
Estudió el profesorado, recibiéndose de maestra normal en Montevideo y pasó luego á ejercer la enseñanza durante dos años en Buenos Aires. También fue miembro de numerosas comiciones relacionadas con la planificación. Su hermana fue la también actriz Emilia Vidal.

## Carrera

### Filmografía
Su carrera cinematográfica abarcó tanto el cine mudo como el sonoro en películas tales como:
- 1925: Manuelita Rosas
- 1937: Melgarejo como Remigia Contreras
- 1942: Claro de luna
- 1943: Cándida, la mujer del año
- 1944: Romance de medio siglo (película chilena)
- 1945: Una mujer sin importancia como Juana
- 1945: Santa Cándida
- 1950: Nacha Regules[1]

### Teatro
Formó parte de la " La Compañía Podestá- Vittone" (una asociación entre José J. Podestá y Luis Vittone, junto con Blanca Podestá, Ana Podestá, Zulema Podestá, José R. Podestá, Elsa Podestá, Arturo Calderilla, Aparicio Podestá, Elsa Conti, Aída Bozán, Olinda Bozán, Segundo Pomar y Berta Gangloff, entre muchos otros.
En 1911 pasó a integrarse en "La Compañía Nacional Pablo Podestá, dirigida por su propietario José J. Podestá", compartiendo escenas con Lea Conti, Elías Alippi, Aurelia Ferrer, Jacinta Diana, Rafael Parra y Desiderio Santillán, entre otros.
En 1922 integró la compañía Blanca Podestá con quien hizo la obra La enemiga, de Darío Nicodemi, junto a José Casamayor, Miguel Faust Rocha y Juan Guisani.
En 1927 fue integrante de "La Compañía Teatral Podestá- Alippi" realizando funciones en el Teatro Smart junto a Juan Bono.
Trabajó en varios y antiguos teatros como el Teatro Apolo, el Teatro Nacional Cervantes, el Teatro Moderno y el Teatro Nacional.
En 1948 integra la Compañía teatral de Blanca Podestá con quien actúa en la obra La enemiga, junto con un destacado elenco entre las que se encontraban Mario Danesi, Lilia del Prado, Elisardo Santalla, Manolita Serra, Cecilia Reyes, Mary Rey, Amalia Britos, Pedro Aleandro, Américo Acosta Machado, Alfredo Distasio y Jorge de la Riestra.

## Obras en las que participó
- Las tentaciones de San Antonio (1901).
- En el fuego (1910)
- Historia gaucha (1910)
- Todos por ellas (1910)
- Las romerías (1910)
- Pavesi (1910)
- Don Costa, Fraile (1910)
- El presidiario (1910)
- El final de una tragedia (1910)
- Alma sajona (1910)
- La última carta (1910)
- El Centenario (1910)
- La vida inútil (1910)
- 1810 (1910)
- El circo (1910)
- Eclipse de sol (1910)
- La criolla (1910)
- Cerisette (1910)
- Boletos de recreo (1910)
- El sitio de Buenos Aires (1910)
- A la luz de la luna (1910)
- La viuda loca (1910)
- Derecho de amar (1910)
- Después de misa (1910)
- Las condenadas (1910)
- * Tierra virgen (1910)
- Flores frescas (1910)
- Canto triste (1910)
- Vivir de arriba (1910)
- La seca (1911)
- El indio (1911)
- La nota roja (1911)
- Barranca abajo (1911)
- El tapao (1911) junto con el actor cómico Julio Escarcela y la actriz Jacinta Diana, Esta obra fue escrita por López Isaasmendi y Juan Carlos Dávalos, y dirigida por Pablo Podestá.[4]
- El calendario que perdió siete días, junto a Miriam de Urquijo, Silvana Roth, Manolita Serra, Blanca Podestá, Esperanza Palomero, Cecilia Reyes, Elisardo Santalla, Mario Danesi, Rufino Córdoba, entre otros.
- La enemiga (1922)